# マッチングアプリ
マッチングアプリ（英語: Dating app）は、恋愛や結婚等を目的とした会員同士をマッチングするサービスである。
会員は自身のプロフィールや写真、自己紹介文等を登録し、検索等で交際相手や結婚相手を自身で探すことができる。表示された相手が気に入った場合には「いいね」等のアクションを行い、相手からも同様に「いいね」等のアクションがあった場合にはマッチング成立となる。これにより相手とのメッセージ交換が可能となり、実際に会う約束をしてデートをしたり、ビデオ通話機能を利用したオンラインデートをしたりすることができる。

## 利用状況

### 日本
三菱UFJリサーチ&コンサルティングが2021年に公表したアンケート調査の結果では、マッチングアプリを過去3年以内に利用したことがある割合は、20代が28.9%、30代が16.6%、40代が6.8%となっている。また、この利用者のうち20代の75.7%、30代の79.6%、40代の68.3%が、マッチングし実際に会うデートをしたことがあると回答している。
2024年にこども家庭庁が行ったウェブ調査において、既婚者（2000人）の25.1%が出会いの切っ掛けがマッチングアプリであると答えている。

### アメリカ合衆国
新型コロナウイルス感染症の世界的流行の状況にあった2020年にモーニング・コンサルトが実施した世論調査では、マッチングアプリを使用する成人のうち53%が、感染症の流行中に使用頻度が高まったと回答している。

## 利点・欠点

### 利点
- 多くのアプリは、マッチングのための性格検査を行うか、アルゴリズムを使用してユーザーをマッチングさせる[4]。これらの要因により、ユーザーが好みの候補者とマッチングする可能性が高まる。それらには多くの選択肢が用意されているため、ユーザーは特定の好みのタイプと十分マッチングする可能性がある。興味が持てないことが分かっている候補とはマッチングしないことを選択するだけで、選択肢を絞り込むことができる。候補者とはチャットして人柄を知ることができる。 この種のコミュニケーションは、ユーザーが従来の方法で恋愛している場合に避けられない時間、費用、およびリスクを軽減させる[5]。

### 欠点
- 非常に多くの候補が選択可能であるため、ユーザーは選択に迷い、実際の関係を築くために時間を使用する代わりに、「完璧な」候補を探すのに多くの時間を費やしてしまう可能性がある[5]。さらに、導入されているアルゴリズムとマッチングシステムは、ユーザーが考えるほど正確であるとは限らない。二人の性格を毎回完全に一致させることができる完璧なシステムはない[6]。
- 研究者は多種多様なマッチングアプリを分析した後、主要なマッチングアプリのほとんどが、性的指向、好み、電子メールアドレス、恋愛の進め方の様子などの非常に機微性の高い個人情報を流出させる可能性があると結論付けた[7]。
- 知り合った相手が前触れや説明なしに相手との全ての通信を遮断するゴースティング（英語版）により、ユーザーがアプリから退会する可能性がある。これに対応するため、Bumble（英語版）やBadoo（英語版）などの企業は、ユーザーがチャットの会話をより丁寧に終了しやすくする新機能を導入している[8]。
- メッセージのやり取りに多くの時間がかかり大きな負担となる。「バチェラーデート」を運営するバチェラーデートは「マッチングアプリ疲れ」に関する調査を実施し、利用者の9割が「マッチングアプリ疲れを感じたことがある」と回答、また、その疲れの原因ランキングの1位が「メッセージのやりとり」となった[9]。

## プライバシーに関する問題
2015年5月、Adult FriendFinderはハッキングにより350万件のユーザーアカウント情報が流出した。その後、2016年11月にもハッキングされ、4億1200万人以上のユーザーのデータが流出したが、この中には、Penthouse、Stripshow、iCamsなど他の企業が保有するアカウント情報やユーザーが削除したはずのアカウント情報も含まれていた。
ゲイ向けマッチングプラットフォームとして初めて登場したGrindrは、2018年、ユーザーのHIV感染状況に関するデータを多数の企業と共有していたとして告発された。Grindr側は告発内容を認めたうえで、問題となった企業はプライバシー、機密性、データセキュリティに関して厳格な条件が適用される「高く評価されているソフトウェアベンダー」であるとして理解を求めたが、HIV活動家たちからは反発を受けている。

## マッチングアプリに絡んだ犯罪
マッチングアプリの利用者の増加に伴い、それに絡んだ犯罪も増えている。
2022年4月20日、16歳の少女と18歳の2人の少年は出会い系サイトで知り合った男性から現金を脅し取り、警察に恐喝容疑で逮捕された。島根県警松江署によると、彼らは松江市東津田町の会社員男性方で、「お前のやっていることは犯罪だぞ！」「財布出せ！」などと怒鳴り、男性の頭を踏みつけたりして、3000円を脅し取った。
2022年8月8日、大阪市東淀川区の無職の男（31歳）がマッチングアプリで知り合った20代の女性を「一緒に映画を見よう」などと言って自宅に誘い込み、そこで女性の腹や腕を何度も殴り、女性の運転免許証などを携帯電話で撮影した。男は「誰かに言ったら家に行く」「まじで殺す」などと脅迫した上で性的暴行を加え、午前5時頃まで女性を自宅に監禁し、約3週間のけがを負わせた。その後、大阪府警は、この男を強制性交等致傷や監禁致傷などの疑いで逮捕した。
2022年8月27日、佐賀県警鳥栖署は、鳥栖市内の男性（40代）が、マッチングアプリで知り合った人物から投資の話をもちかけられ、計1億円をだましとられたと発表した。男性は、マッチングアプリで知り合った日本人女性と面識がないままSNSでやりとりをし、「外国為替取引すればもうかる」などと言われた。男は8月11から8月26日までの間、指定された12の口座に17回にわたって入金し、計1億円を振り込んだが、その後、「これは詐欺ではないか？」と気づいたという。
2022年11月30日、滋賀県警草津署は、滋賀県栗東市の看護師の女性（51）がマッチングアプリで知り合った男に410万円をだまし取られたと発表した。女性はその男から暗号資産の投資話を勧められて、暗号資産サイトに登録。7月4日から19日にかけて指定口座に３回にわたって計410万円を入金したという。